# Hegemony (Album)
Hegemony (deutsch „Hegemonie“) ist das elfte Studioalbum der Schweizer Dark-Metal-Band Samael. Es wurde am 13. Oktober 2017 über das in Österreich ansässige Musiklabel Napalm Records veröffentlicht.

## Entstehung
Die Arbeit an dem Album setzte im Anschluss an den 2011 veröffentlichten Vorgänger Lux Mundi an; 2013 waren fast alle Songs in ihrer Struktur fertig gestellt. Anschließend kam es zu einer etwa einjährigen Unterbrechung, da Keyboarder Xy seitens der Stadt Sitten angefragt wurde, Musik für ein Lichterfest der beiden Schlösser auf den Hügeln Valeria und Tourbillon zu schreiben. Die in dem Kontext gesammelten Erfahrungen beim Umgang mit einem klassischen Orchester flossen anschließend in die Arbeit an dem Album Hegemony ein. In cumulo zog sich der kreative Prozess über vier Jahre. Im Februar 2015 teilte die Band zwischenzeitlich mit, dass Thomas „Drop“ Betrisey, der 2014 einige Konzerte als Ersatzmusiker bestritten hatte, nun den bisherigen Bassisten Christophe „Mas“ Mermod dauerhaft ersetze und festes Bandmitglied sei.
Die Aufnahmen fanden gemäß den Angaben im Booklet im Schweizer The Cube and Roystone Studio statt. Die Produktion leiteten Waldemar Sorychta und Xy. Den Mix übernahm Stefan Glaumann (zuvor u. a. für Rammstein und Clawfinger tätig gewesen) in Schweden, das Mastering Svante Forsbäck (zuvor u. a. Royal Republic und Northern Discipline) in Finnland.
Den Vertrag mit Napalm Records unterzeichneten Samael dann im Januar 2017. Im Rahmen der Promotionmaßnahmen zur bevorstehenden Veröffentlichung erschienen dann im Juni 2017 ein Lyric-Video zum Song Angel of Wrath, in der zweiten Septemberhälfte ein Video zum Song Black Supremacy und Anfang Oktober ein animiertes „360° Video“ für den Titeltrack Hegemony.

## Cover und Titel
Das in rot gehaltene Cover zeigt mittig ein Auge in einem Dreieck; in das Auge schlägt ein roter Blitz ein. Der untere Strich des Dreiecks ist vom Albumtitel unterbrochen, darunter steht in voller Breite des Strichs der Bandname.
Das Cover wurde von Patrick Pidoux entworfen, der auch die Cover der drei Alben zuvor gestaltet hat. Die Band hat dabei nur auf Details Einfluss genommen. Für Sänger Vorph ist es „ein Symbol von Dominanz und Kontrolle“. Ihm gefallen die Symbolik des Blitzes, der das Auge angreift, und dass das Cover dadurch nicht statisch wirke.
Aus Sicht des Rezensten von metal.de malen sowohl der Titel als auch das Cover ein „recht dystopisches Bild“ und lösen durch das in ein Dreieck eingefasste Auge zwei Assoziationen aus: 
1. an das Auge der Vorsehung, das auf der Dollarnote der USA zu finden ist,
2. zu George Orwells Roman „1984“.[8]

## Lieder
Die Eröffnungsnummer Hegemony ist Industrial Black Metal mit starken Synthesizer-Einsätzen, der auch an Behemoth und Dimmu Borgir erinnert.
Das zweite Stück Samael ist „eine Bandhymne“ mit einer „stampfenden Strophe“, in der die Streicher besonders in den Vordergrund treten. Der Song verströmt einen „positiven, ja philanthropischen Vibe“, der an die Solar-Soul-Ära erinnert.
Die nachfolgende Nummer Angel Of Wrath ist „kosmisch, kalt und mächtig“ und steht damit in der Tradition von Born Under Saturn und Rain vom 1996er-Album Passage. Kennzeichnend sind hier Keyboard-Fanfaren, treibende Gitarren, zackige Schlagzeug-Samples und ein „gebieterischer Gesang“.
Mit „kosmischer Weite und Detailtiefe“ bewegen sich Rite Of Renewal und Red Planet auf den Spuren des 1999 veröffentlichten Albums Eternal.
Black Supremacy greift die Black-Metal-Vergangenheit der Band auf und setzt die Elektronik intensiver ein, als auf dem Rest des Albums. Die „kompromisslose Härte“ des Drumcomputers belebt den Stil von Above (2009) wieder.
Murder Or Suicide ist mit einem „abgründigem Klavier unter einem fiesen Bassgrummeln“ ausgestattet und bewegt sich im mittleren Tempo.
This World ist „klanglich experimenteller“ als die Stücke auf der ersten Hälfte des Albums.
Von den anderen Stücken grenzt sich Against All Enemies durch eine Spoken-Word-Passage ab, die an Rammstein erinnert.
Ein wesentliches Merkmal des Songs Land Of The Living mit seiner „heroischen“ Atmosphäre ist, dass dort eine Triangel zum Einsatz kommt.
Wie auch der Titelsong fällt Dictate Of Transparency mit „großartigen, wenn auch recht eingängigen Refrains“ bzw. seine „Catchiness“ auf.
Den Abschluss des Studioalbums bildet der Song Helter Skelter, im Original von den Beatles und erstmals auf dem Weißen Album (1968) veröffentlicht. Im Dezember 2021 erschien dazu ein offizielles Musikvideo.

## Rezeption
In der Rezension des Metal Hammer erhält das Album fünf von sieben möglichen Punkten und der Autor kommt subsumierend zu diesem Fazit:

„[...] viel Neues haben Samael auf HEGEMONY nicht zu sagen; aber warum auch, wenn sie ihren ureigenen Stil verfeinern und dabei die bestmöglichen Songs herausarbeiten können?“

Etwas differenzierender, aber die Kernaussage des Metal Hammer unterstreichend, äußert sich auch der Rezensent von laut.de:

„Der Vorgänger ist ein mickriges Mäuschen gegenüber den aufgeblasen Symphonic Industrial Tracks von ‚Hegemony‘. [...] Samael ließen sich gut Zeit mit ‚Hegemony‘, heckten allerdings keine Überraschung wie zuletzt ‚Above‘ aus. Vielmehr pumpten sie ihre Trademarks mit Steroiden voll und läuten die Apokalypse ein. Wem der Streicherteppich nicht zu kitschig ist und kleinere Ausrutscher wie ein Rammstein-Spoken Word im ansonsten sehr gewaltigen ‚Against All Enemies‘ verzeihen kann, der wird hieran seine finstere Freude haben.“

In der Rezension von Dark Scene aus Österreich wird zudem betont, dass das Album im Kern einen Querschnitt durch das musikalische Schaffen der Band darstelle:

„Die mittlerweile zehnte Scheibe (das atmosphärische ‚Era One‘ Experiment lassen wir hier mal außen vor) ist vielleicht nicht die allerbeste in der bereits 30-jährigen Karriere von SAMAEL. Bärenstark und beeindruckend darf sie trotzdem sein, zumal sie so ziemlich alle Einflüsse und Bandtrademarks der langen Karriere gekonnt vereint.“

Skeptischer zeigen sich die Rezensenten der Online-Magazine metal.de und Time for Metal, die Hegemony für ein „solides“ Album halten: 

„Ein Grundproblem von ‚Hegemony‘ ist aber leider der relative Gleichklang der Songs. Auch wenn diese durchaus gefallen, so vermisst man doch eine gewisse Abwechslung. [...] ‚Hegemony‘ wird also vielleicht nicht unbedingt in die Dauerrotation übergehen, ist aber ein solide abgeliefertes Album.“

„Der ganz große Wurf bleibt aus, ein solides Album ist Hegemony allemal.“